# Grace of My Heart (chanson du groupe MAX)
Singles de MAX
Ride on Time
(1998) Love Impact
(1999)
Grace of My Heart (titré : Grace of my heart) est le onzième single du groupe MAX.

## Présentation
Le single, produit par Max Matsuura, sort le 9 septembre 1998 au Japon sous le label avex trax, un mois et demi seulement après le précédent single du groupe Ride on Time, au format mini-CD de 8 cm de diamètre, alors la norme pour les singles dans ce pays. Il atteint la 2e place du classement des ventes de l'Oricon, et reste classé pendant dix semaines. Il restera le huitième single le plus vendu du groupe, bien que le mieux classé à l'exception de Give Me a Shake (n°1 en 1997).
Le single contient deux chansons originales, utilisées comme thème musical dans deux publicités, et leurs versions instrumentales. Les deux chansons figureront sur le troisième album original du groupe, Maximum Groove qui sortira trois mois plus tard.
La chanson-titre figurera aussi sur ses compilations Maximum Collection de 1999, Precious Collection de 2002, et Complete Best de 2010 ; elle sera remixée sur ses albums de remix Hyper Euro Max de 2000 et New Edition de 2008.

## Liste des titres
| CD    | CD                                                           | CD                                             | CD    | CD | CD | CD | CD | CD | CD |
| No    | Titre                                                        | Paroles / Musique / Arrangements               | Durée |    |    |    |    |    |    |
| ----- | ------------------------------------------------------------ | ---------------------------------------------- | ----- | -- | -- | -- | -- | -- | -- |
| 1.    | Grace of My Heart (Grace of my heart)                        | Yûko Ebine / Kenji Suzuki / Jun Abe            | 5:25  |    |    |    |    |    |    |
| 2.    | Getting Over (GETTING OVER)                                  | Goro Matsui / Kiichi Yokoyama / K. Yokoyama    | 5:01  |    |    |    |    |    |    |
| 3.    | Grace of My Heart (Original Karaoke) (Grace of my heart ...) | (Instrumental) / Kenji Suzuki / Jun Abe        | 5:25  |    |    |    |    |    |    |
| 4.    | Getting Over (Original Karaoke) (GETTING OVER ...)           | (Instrumental) / Kiichi Yokoyama / K. Yokoyama | 4:57  |    |    |    |    |    |    |
| 20:47 |                                                              |                                                |       |    |    |    |    |    |    |